# Reino de Capadocia

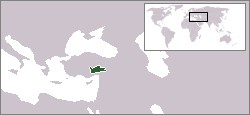
Mapa de Capadocia.

El Reino de Capadocia tiene su origen en una zona interior de Asia Menor que formó parte del Imperio aqueménida. Los registros más antiguos de su nombre figuran en inscripciones trilingües (persa, elamita y acadio) de los reyes Darío I y Jerjes I. La palabra que lo designa es Katpatuka, palabra no persa que significa «país de los caballos de raza», que dio lugar a Capadocia. Los griegos denominaban a sus habitantes sirios blancos.

## Geografía
En la geografía antigua, Capadocia era el nombre de una extensa área interior, cuyos límites son imposibles de definir con exactitud. En tiempos de Heródoto, suponían que abarcaba la región comprendida entre los Montes Tauro y la vecindad del Ponto Euxino, limitado al este por el río Éufrates y al oeste por el lago Tuz. Estrabón, el único autor antiguo que dedicó un relato al país, exageró notablemente sus dimensiones. Hoy se admite generalmente que las dimensiones más realistas serían de 200 km en dirección norte-sur y 400 km en dirección este-oeste.

## Historia

### Inicios
Formó parte del Imperio aqueménida desde los tiempos de Darío I. En la división administrativa de este rey figuraba como la tercera satrapía, siendo gobernada por sus propios dirigentes organizados en aristocracia de tipo feudal, que pagaban tributo al Gran Rey. En el año 333 a. C., después de la batalla de Issos, el sátrapa Ariarates I se declaró independiente, y en 331 a. C. se proclamó rey, probablemente tras la batalla de Gaugamela.

### Independencia y afianzamiento
Alejandro Magno trató de enviar a uno de sus comandantes a gobernarla, pero las clases dirigentes y el pueblo se opusieron y apoyaron a Ariarates. Como las tropas macedonias no entraron en el país, el nuevo rey se limitó a reconocer simbólicamente la soberanía de Alejandro y continuó gobernando en paz hasta la muerte de éste.
A la muerte de Alejandro, el Imperio se repartió, recayendo Capadocia en Eumenes, que reclamó sus derechos, hechos efectivos por el regente Pérdicas. Ariarates I fue derrotado y crucificado. Sin embargo en 322 a. C. estalló la primera Guerra de los Diádocos, que enfrentó a Pérdicas y Eumenes con una amplia coalición. Eumenes vence en 321 a. C. en Asia Menor, pero queda aislado, al ser Pérdicas asesinado en Egipto. Al año siguiente, Eumenes es condenado a muerte por el nuevo regente Antípatro, pero se mantiene en Capadocia, a pesar de ser derrotado por Antígono en la batalla de Orcinia. Agotados sus recursos, se refugia en la fortaleza inexpugnable de Nora, donde es asediado por Antígono. En 320 a. C., Antígono levanta el sitio y reconoce a Eumenes como tributario, obligado por los acontecimientos de Macedonia. Sin embargo Eumenes, en vez de prestar juramento a Antígono, lo hace a Olimpia, madre de Alejandro y a los herederos Filipo III y Alejandro IV, por lo que la guerra continúa. Finalmente, Eumenes es vencido en 317 a. C. y ejecutado.
Mientras tanto había estallado la Segunda Guerra de los Diádocos (319-315 a. C.), lo que aprovechó Ariaramnes, hijo del último rey de Capadocia para volver a su país y sublevar al pueblo contra los macedonios, que fueron expulsados. En 301 a. C. se pone fin a la cuarta guerra de los Diádocos, con un nuevo reparto del Imperio, correspondiendo sobre el papel Capadocia a Seleuco I, pero que, sin embargo, de momento queda independiente, al proclamarse rey Ariarates II. Este rey y sus sucesores, hasta Ariarates IV oscilan entre la sumisión y la resistencia a la dinastía seléucida.

### Relaciones con Roma

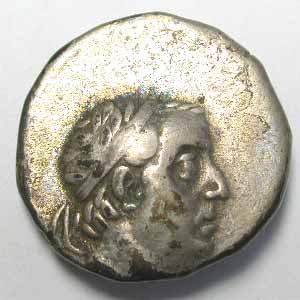
Moneda de Ariobarzanes I.

Con Ariarates IV tuvieron lugar los primeros contactos con Roma, en un primer lugar de enfrentamiento, al abrazar la causa de Antíoco III, a causa de haberle entregado la mano de su hija, pero luego, tras la derrota de Magnesia y el tratado de Apamea, Capadocia recuperó la independencia y se alió con Pérgamo y Roma contra Perseo de Macedonia. En adelante, los reyes de la dinastía tomarán parte siempre a favor de Roma contra los seléucidas.
A finales del siglo II a. C. tuvo lugar un período confuso en Capadocia, al ser invadido el reino por Mitrídates VI del Ponto, y luego por Tigranes II el Grande de Armenia. Roma acudió en su ayuda, manteniendo en el trono a Ariobarzanes I, pero la situación no se estabilizó hasta que fueron sometidos los reyes del Ponto y Armenia.
En la época de las guerras civiles de Roma, Capadocia apoyó alternativamente a Pompeyo, Julio César, Marco Antonio y Octavio. El último rey de la dinastía, Arquelao Ktistes, fue puesto en el trono por influencia de Marco Antonio, y sostenido por Octavio, pero cayó en desgracia con Tiberio y fue llamado a Roma, donde fue retenido y murió.

## Lista de dirigentes

### Sátrapas
- Ariamnes I h.510 a. C.
- Farnaces
- Galón
- Esmerdis
- Ariaramnes
- Farnaspes
- Anafes I
- Anafes II
- Mitrídates de Cíos h.385 a. C.
- Datames (h.380 a. C.-362 a. C.)
- Ariamnes II (h.362 a. C.-350 a. C.)
- Ariarates I (h.350 a. C.-331 a. C.)

### Reyes
| Dinastía de Ariarates I (331-322 a. C.)           |                           |                          |                                                                   |                                      |
| Ariarates I (405-322 a. C.)                       | 331 a. C. - 322 a. C.     | -                        | -                                                                 | -                                    |
| Satrapía macedonia (322-301 a. C.)                |                           |                          |                                                                   |                                      |
| Dinastía de Ariarates II (301-101 a. C.)          |                           |                          |                                                                   |                                      |
| Ariarates II (¿-280 a. C.)                        | 301 a. C. - 280 a. C.     |                          | sobrino de Ariarates I Reino bajo soberanía del Imperio seléucida | Ariaramnes II                        |
| Ariaramnes II (¿-260/255 a. C.)                   | 280 a. C. - 260/255 a. C. |                          | Reino bajo soberanía del Imperio seléucida                        | Ariarates III                        |
| Ariarates III (¿-220 a. C.)                       | 260/255 a. C. - 220 a. C. | Estratónice de Capadocia |                                                                   | Ariarates IV                         |
| Ariarates IV Eusebio (¿-163 a. C.)                | 220 a. C. - 163 a. C.     | Antióquide               |                                                                   | Estratónice de Pérgamo y Ariarates V |
| Ariarates V Eusebio Filopátor (¿-130 a. C.)       | 163 a. C. - 130 a. C.     | Nisa de Capadocia        |                                                                   | Ariarates VI                         |
| Ariarates VI Epífanes Filopátor (¿-116 a. C.)     | 130 a. C. - 116 a. C.     | Laodice de Capadocia     | Bajo regencia de Nisa (130-126 a. C.)                             | Nisa, Ariarates VII y Ariarates VIII |
| Ariarates VII Filométor (¿-101 a. C.)             | 116 a. C. - 101 a. C.     | -                        |                                                                   | -                                    |
| Guerra civil (101-89 a. C.)                       |                           |                          |                                                                   |                                      |
| Ariarates IX Eusebio Filopátor (¿-87 a. C.)       | 101 a. C. - 100 a. C.     | -                        | hijo de Mitrídates VI del Ponto                                   | -                                    |
| Ariarates VIII Epífanes (¿-96 a. C.)              | 100 a. C. - 98 a. C.      | -                        | hijo de Ariarates VI                                              | -                                    |
| Ariarates IX Eusebio Filopátor (¿-87 a. C.)       | 98 a. C. - 95 a. C.       | -                        | hijo de Mitrídates VI del Ponto                                   | -                                    |
| Ariobarzanes I Filorromano (¿-63 a. C.)           | 95 a. C. - 93 a. C.       | -                        | noble capadocio                                                   | -                                    |
| Ariarates IX Eusebio Filopátor (¿-87 a. C.)       | 93 a. C. - 92 a. C.       | -                        | hijo de Mitrídates VI del Ponto                                   | -                                    |
| Ariobarzanes I Filorromano (¿-63 a. C.)           | 92 a. C. - 91 a. C.       | -                        | noble capadocio                                                   | -                                    |
| Ariarates IX Eusebio Filopátor (¿-87 a. C.)       | 91 a. C. - 89 a. C.       | -                        | hijo de Mitrídates VI del Ponto                                   | -                                    |
| Dinastía de Ariobarzanes I (89-36 a. C.)          |                           |                          |                                                                   |                                      |
| Ariobarzanes I Filorromano (¿-63 a. C.)           | 89 a. C. - 63 a. C.       | Atenea Filostorgos I     |                                                                   | Ariobarzanes II e Isias              |
| Ariobarzanes II Filopátor (¿-52 a. C.)            | 63 a. C. - 52 a. C.       | Atenea Filostorgos II    |                                                                   | Ariobarzanes III y Ariarates X       |
| Ariobarzanes III Eusebio Filorromano (¿-42 a. C.) | 52 a. C. - 42 a. C.       |                          | Ejecutado                                                         | -                                    |
| Ariarates X Eusebio Filadelfo (¿-36 a. C.)        | 42 a. C. - 36 a. C.       |                          | Ejecutado                                                         | -                                    |
| Dinastía de Comana (36 a. C.-17)                  |                           |                          |                                                                   |                                      |
| Arquelao Ktistes (¿-17)                           | 36 a. C. - 17             | -                        |                                                                   | -                                    |
| Capadocia se convierte en provincia romana (17)   |                           |                          |                                                                   |                                      |